# Skepp till Indialand
Skepp till Indialand (în suedeză Skepp till Indialand – Un vapor spre India) este un film de Ingmar Bergman, lansat în anul 1947.

## Distribuție
- Birger Malmsten – Johannes Blom
- Holger Löwenadler – Kapten Blom
- Anna Lindahl – Alice Blom
- Gertrud Fridh – Sally
- Naemi Briese – Selma
- Hjördis Petterson – Sofi (ca Hjördis Pettersson)
- Lasse Krantz – Hans
- Jan Molander – Bertil
- Erik Hell – Pekka